# Copestylum macquarti
Copestylum macquarti är en tvåvingeart som först beskrevs av Charles Howard Curran 1926.  Copestylum macquarti ingår i släktet Copestylum och familjen blomflugor. Inga underarter finns listade i Catalogue of Life.